# Мајнбернхајм
Мајнбернхајм (њем. Mainbernheim) град је у њемачкој савезној држави Баварска. Једно је од 31 општинског средишта округа Кицинген. Према процјени из 2010. у граду је живјело 2.330 становника. Посједује регионалну шифру (AGS) 9675144.

## Географски и демографски подаци
Мајнбернхајм се налази у савезној држави Баварска у округу Кицинген. Град се налази на надморској висини од 226 метара. Површина општине износи 12,2 km². У самом граду је, према процјени из 2010. године, живјело 2.330 становника. Просјечна густина становништва износи 191 становника/km².